# Hạp Lĩnh
Hạp Lĩnh là một phường thuộc tỉnh Bắc Ninh, Việt Nam.

## Địa lý
Phường Hạp Lĩnh có vị trí địa lý:
- Phía đông giáp phường Nam Sơn
- Phía tây giáp xã Liên Bão
- Phía nam giáp xã Tân Chi
- Phía bắc giáp phường Võ Cường.

Phường Hạp Lĩnh có diện tích 12,65 km², dân số 22.630 người, mật độ dân số đạt 1.788 người/km².

## Lịch sử
Ngày 5 tháng 2 năm 2010, thành lập phường Hạp Lĩnh thuộc thành phố Bắc Ninh trên cơ sở toàn bộ 525,56 ha diện tích tự nhiên và 8.465 nhân khẩu của xã Hạp Lĩnh. Phường Hạp Lĩnh có 525,56 ha diện tích tự nhiên và 8.465 nhân khẩu.
Ngày 16 tháng 6 năm 2025, Ủy ban Thường vụ Quốc hội ban hành Nghị quyết số 1658/NQ-UBTVQH15 của UBTVQH về việc sắp xếp các đơn vị hành chính cấp xã của tỉnh Bắc Ninh năm 2025. Theo đó, sắp xếp toàn bộ diện tích tự nhiên, quy mô dân số của phường Khắc Niệm và phường Hạp Lĩnh thành phường mới có tên gọi là phường Hạp Lĩnh.

## Địa chỉ trụ sở các cơ quan
- Trụ sở UBND phường: Số 39, đường Nguyễn Thủ Tiệp, khu Đoài, phường Hạp Lĩnh
- Trung tâm phục vụ hành chính công: Số 39, đường Nguyễn Thủ Tiệp, khu Đoài, phường Hạp Lĩnh
- Công an phường: 
  - Cơ sở 1: Số 2, đường Nguyễn Đoan Trung, phường Hạp Lĩnh
  - Cơ sở 2: Khu Sơn, phường Hạp Lĩnh

## Di tích lịch sử
Thời kỳ 12 sứ quân ở thế kỷ X, vùng đất Hạp Lĩnh là nơi chiếm đóng của sứ quân Nguyễn Thủ Tiệp. Hiện nay ở đây vẫn còn đền thờ vị sứ quân này.